# HD 27611
HD 27611，又名BD-00 687，SAO 131140、HR 1366，是一颗恒星，视星等为5.86，位于銀經193.75，銀緯-32.85，其B1900.0坐标为赤經4h 16m 20.3s，赤緯-0° -32.85′ 57″。